# Баллинахинч (Голуэй)

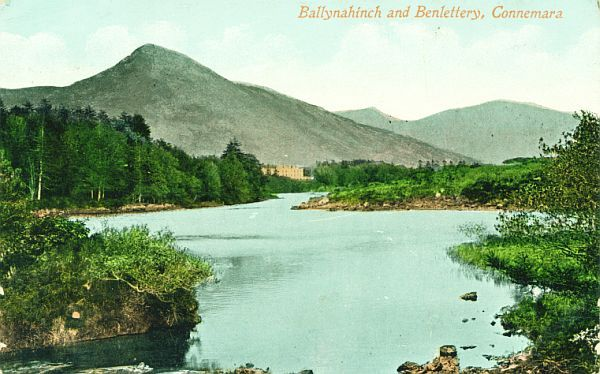
Общий вид в 1910-х: замок Баллинахинч у подножия гор

Баллинахинч (англ. Ballynahinch, Ballinahinch; ирл. Baile na hInse, букв. «Поселение на острове») — деревня в Ирландии, находится в графстве Голуэй (провинция Коннахт). Расположена в центре одноимённой волости, к югу от озера Баллинахинч. Мимо проходит дорога R341 из Ресесса в Раундстон, а за озером к северу дорога N59 на Клифден.
Замок Баллинахинч был построен около 1684 года для семейства Мартин (Martyn), одним из наиболее известных представителей которого является Ричард Мартин (Richard Martin). С 1946 года замок используется как отель высокого класса, с особым вниманием к ловле лосося.

## Транспорт
Станция Баллинахинч была открыта 1 ноября 1895 года и окончательно закрыта 29 апреля 1935 года.